# Josef Pšurný
Josef Pšurný (15. června 1918 Uherský Ostroh – 21. července 2003 Uherský Ostroh) byl český malíř, krajinář.
Narodil se jako nejstarší syn ze čtyř dětí Josefa Pšurného, obuvnického dělníka a jeho manželky Anny v domácnosti. Matka zemřela rok po jeho narození a otec se znovu oženil. Po vychození základní školy se vyučil písmomalířem u místního malíře písma Františka Hochmana. Po vyučení pracoval u různých zaměstnavatelů v Otrokovicích, Zlíně a Trenčíně. V průběhu 2. světové války pracoval v továrně DYAS Uh. Ostroh jako pomocný dělník. V roce 1941 nastoupil do zaměstnání u ČSD Veselí nad Moravou a jako malíř písma v ní pracoval až do roku 1978, kdy odešel do starobního důchodu. S manželkou Marií, rozenou Horákovou, s níž se oženil v roce 1942, měl dva syny, Josefa a Františka.

## Život
Již od dětství projevoval výtvarné nadání, které prohloubil externím studiem ve Škole uměleckých řemesel v Brně v letech 1945 – 1950. Na jeho umělecký růst měli vliv jeho učitelé, profesoři Josef Süsser, Emanuel Hrbek a Karel Jílek, v rodném městě byl jeho mentorem starší přítel, malíř František Bezděk. Přestože mu maloměsto jakým byl Uherský Ostroh nemohlo nabídnout uplatnění v umělecké profesi  a zůstal trvale zaměstnán u ČSD, věnoval veškerý svůj volný čas malířské tvorbě, zejména krajinářské, kterou prezentoval na četných výstavách kolektivních i samostatných. 

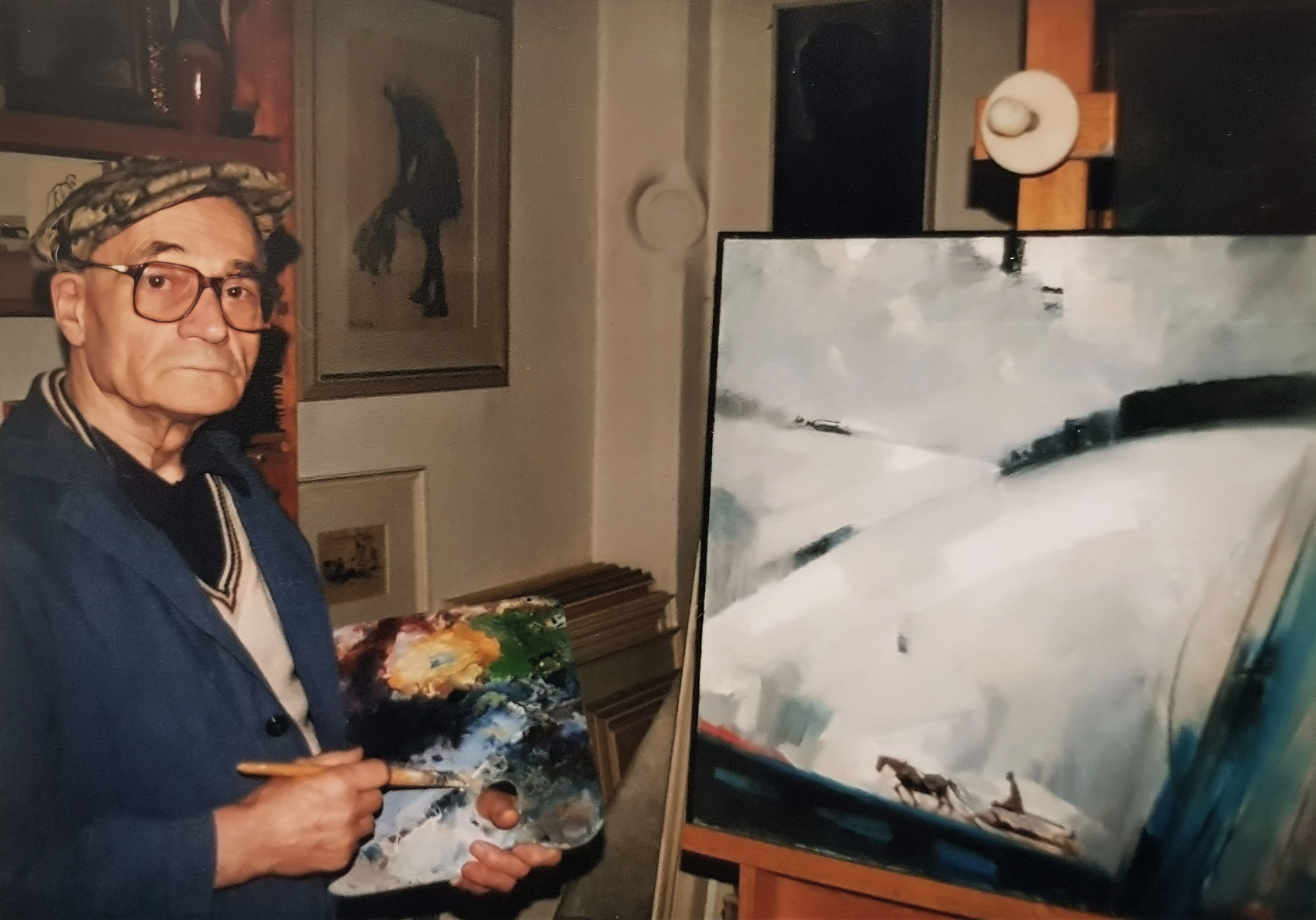
Josef Pšurný ve svém ateliéru v Uherském Ostrohu

Vystavoval zejména v galeriích na jihovýchodní Moravě (Hodonín, Uherský Brod, Uherské Hradiště, Uherský Ostroh, Veselí nad Moravou,  Zlín), postupně zaujal uznávané postavení coby interpret krajiny Slovácka a získal četná ocenění. V roce 1957 byl přijat za člena Československého svazu výtvarných umělců a v roce 1985 mu byl Ministerstvem kultury ČR udělen titul „zasloužilý pracovník kultury“. 

## Tvorba
Josef Pšurný byl svým tvůrčím založením především krajinář, i když v jeho celoživotním díle najdeme i tematiku portrétní nebo zátiší. Jeho rodný Uherský Ostroh a blízké okolí mu poskytovaly nekonečné možnosti k vyjádření osobních pocitů a výpovědí o podobách a proměnách moravské krajiny. Ve svých obrazech dokázal zachytit nejen současnou realitu, ale neméně přesvědčivě i atmosféru svých vzpomínek na léta minulá.
V široké paletě barev uměl vyjádřit náladu pomocí temných odstínů modrých, fialových, šedých, hnědých, v souznění s lehce růžovými dotyky působícími jako symbolický znak přenosu nadčasového poselství. Stejně pravdivě a s promyšlenou jistotou dokázal rozehrát na ploše plátna barevnou férii květinových zátiší, pro něž inspiraci nacházel ve své bezprostřední blízkosti, v poklidné a přívětivé zahradě svého domu. Zemřel v pětaosmdesáti letech a je pochován v rodném Uherském Ostrohu.
| Město              | Rok                                |
| ------------------ | ---------------------------------- |
| Hodonín            | 1989                               |
| Prostějov          | 1955                               |
| Uherské Hradiště   | 1973, 1974, 1988                   |
| Uherský Ostroh     | 1955, 1963, 1969, 1988, 1998       |
| Veselí nad Moravou | 1963, 1968, 1974, 1978, 1983, 1997 |
| Zlín               | 1975, 1986                         |